# Епархия Аурангабада
Епархия Аурангабада (лат. Dioecesis Aurangabadensis) — епархия Римско-Католической церкви c центром в городе Аурангабад, Индия. Епархия Аурангабада входит в митрополию Нагпура. Кафедральным собором епархии Аурангабада является церковь святого Франциска Сальского.

## История
17 декабря 1977 года Римский папа Павел VI выпустил буллу Qui arcano, которой учредил епархию Аурангабада, выделив её из архиепархии Хайдарабада и епархии Амравати.

## Ординарии епархии
- епископ Dominic Joseph Abreo (17.12.1977 — 1.05.1987);
- епископ Ignatius D’Cunha (6.02.1989 — 20.011998);
- епископ Sylvester Monteiro (9.02.1999 — 14.08.2005);
- епископ Edwin Colaço (20.10.2006 — по настоящее время).

## Источник
- Annuario Pontificio, Ватикан, 2007
- Булла Qui arcano, AAS 70 (1978), стр. 232  (лат.)